# 司汤达综合症 (电影)
《司汤达综合症》（義大利語：La Sindrome di Stendhal）是一部1996年義大利鉛黃電影，由達利歐·阿基多編劇和導演，其女艾莎·阿基多、托马斯·克莱舒曼和馬可·李奧納迪主演。該片在義大利取得了巨大的商業成功，票房收入達5,443,000義大利里拉（3,809,977美元）。
阿基多说他在孩提时代就经历过司湯達綜合症。年幼的達利歐与父母一起游览雅典，在攀登帕德嫩神廟的台阶时，突然陷入恍惚狀態，导致他与父母失联长达数小时。这次经历是如此强烈，以至于阿基多从未忘记；当看到葛拉齊拉·馬赫里尼关于司湯達綜合症的书时，他立即想到了这次经历，而这本书也成为这部电影的基础。

## 剧情
侦探安娜·曼尼前往佛罗伦萨追查连环强奸杀人犯阿尔弗雷多·格罗西。在参观博物馆时，安娜患上了司湯達綜合症，这种病会让患者在欣赏伟大的艺术作品时不知所措。阿尔弗雷多得知安娜的病症后，先是利用这种病症让她丧失能力，然后绑架了她，对她进行了残忍的性虐待。安娜虽然成功逃脱，但却留下了深深的創傷。阿尔弗雷多继续追随她的行踪，再次将她抓住。但这一次，安娜反败为胜，挣脱了绑架者的控制，打斗中重伤绑架者，最后将其抛入河中。
警方认为阿尔弗雷多已经死亡，于是在河中寻找他的尸体，而安娜则遇到了年轻的法国艺术系学生马里，很快坠入爱河。安娜还接受了心理医生的治疗，努力面对自己内心深处的情感创伤。某天安娜突然接到本应死去的阿尔弗雷多的电话，这种创伤更加强烈了。马里遇害后，安娜的心理医生担心她的精神状态，于是去她家探望。这时，安娜的同事马尔科打电话通知她，阿尔弗雷多的尸体已经找到了。医生终于意识到了真相，他让安娜面对现实，她自己就是杀害马里的凶手。马尔科来到安娜的公寓，却发现她已经把医生杀死了。安娜坦言阿尔弗雷多现在就在她的身体里，命令着她做可怕的事情。随后她杀死了马尔科。警察赶到现场，最终在大街上将她逮捕。

## 演员
- 艾莎·阿基多 饰 安娜·曼尼侦探
- 托马斯·克莱舒曼 饰 阿尔弗雷多·格罗西
- 馬可·李奧納迪（英语：Marco Leonardi） 饰 马尔科·隆吉
- 路易吉·狄貝蒂（英语：Luigi Diberti） 饰 马内蒂督察
- 保羅·波那切利（英语：Paolo Bonacelli） 饰 卡万纳医生
- 朱利恩·朗布羅西尼 饰 马里·贝勒
- 約翰·昆汀 饰 曼尼先生
- 法蘭科·第歐根尼（英语：Franco Diogene） 饰 受害者的丈夫
- 露西雅·斯塔拉 饰 店員
- 桑妮雅·托帕西歐 饰 佛罗伦萨的受害者
- 洛倫索·克雷斯皮（英语：Lorenzo Crespi） 饰 朱利奥
- 維拉·瑰瑪 饰 女警
- 約翰·佩德費里 饰 水利工程師
- 維若妮卡·拉札（英语：Veronica Lazar） 饰 贝勒太太
- 馬里奧·迪亞諾 饰 驗屍官
- 辛琪亞·蒙雷阿萊（英语：Cinzia Monreale） 饰 格罗西太太
- 安东尼奥·马尔齐安东尼奥 饰 守夜人
- 伊萊奧諾拉·維齊尼 饰 安娜·曼尼（幼年）